# البنك الإسلامي التايلاندي
```

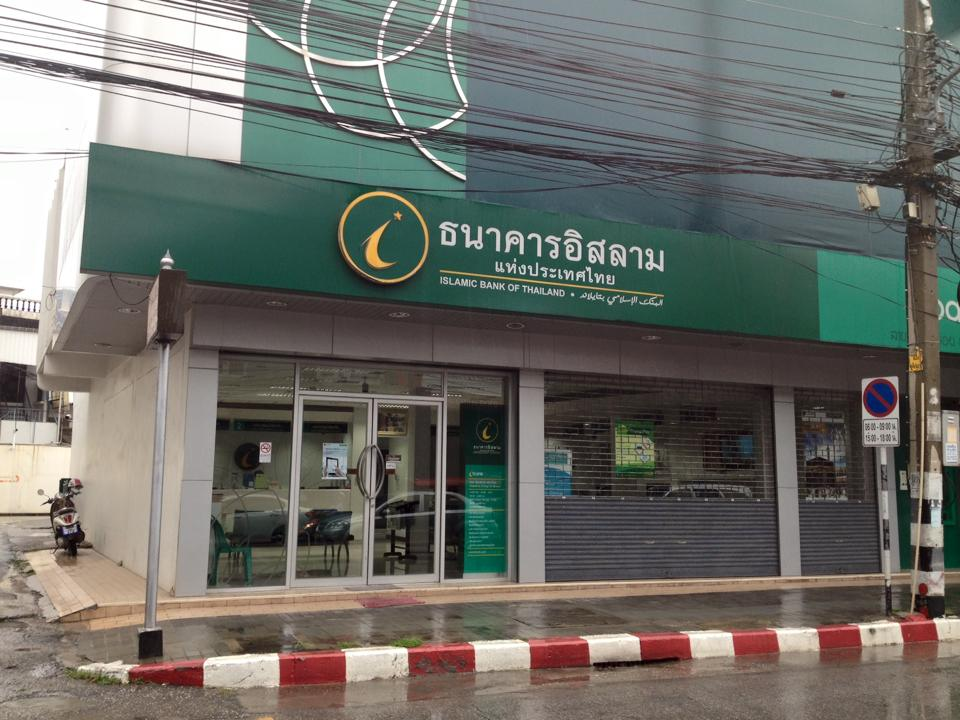
البنك الإسلامي التايلاندي.

البنك الإسلامي التايلاندي
 
(
بالتايلندية
: 
ธนาคารอิสลาม
)‏
 تأسست في عام 2002.
[
1
]
```

والبنك مملوك بنسبة 48.54 في المائة لوزارة المالية التايلاندية ، و 39.81 في المائة لبنك الادخار الحكومي ، و 9.83 في المائة لبنك كرونج تاي . تم تحديد حصة الملكية المباشرة لوزارة المالية في البنك بنسبة 49% ، لكن حصص البنوك الأخرى المملوكة للدولة تعني أن الحكومة تسيطر على أكثر من 98 في المائة من أسهم البنك.
رمز سوفيت (الرمز الخاص بالتحويل النقدي) في البنك هو (TIBTTHBK). تمتد السنة المالية للبنك من 1 يناير إلى 31 ديسمبر. يعمل البنك وفقًا لمبادئ الشريعة الإسلامية التي تمارس في مجال الخدمات المصرفية والتمويل الإسلامي . يخدم جميع العملاء بغض النظر عن الانتماء الديني.

## الإنقاذ
وقد شكك النقاد في الكفاءة الإدارية للمؤسسات المالية التي تديرها الدولة مثل البنك الإسلامي الذين أشاروا إلى ضخ وزارة المالية ما يقرب من 20 مليار بات في آي بنك لزيادة رأس مالها المسجل. كان التدخل مطلوبًا لأن البنك قد تراكمت عليه 50 مليار بات في القروض المتعثرة ، وهو نصف إجمالي محفظة القروض.

## روابط خارجية
- كيف تختلف البنوك الإسلامية